# Barofil
Barofil (piezofil) je extrémofilní organismus, který žije v prostředí s velmi vysokým tlakem, tak jako například na dně moří. Známé mnohé barofilní bakterie a archea, které v tomto prostředí dosahují až 1100 atmosfér.
Obligátně barofilní organismy se někdy vyskytují ve zcela extrémních hloubkách. Jedna bakterie rodu Moritella, izolovaná z vodního korýše z řádu různonožců, byla nalezena na dně Marianského příkopu. K růstu vyžadovala minimální tlak 50 MPa (přibližně 500 atmosfér), jinak nerostl.